# Helfholzwiesen und Brühl bei Erda
Helfholzwiesen und Brühl bei Erda este o arie protejată (arie specială de conservare — SAC, sit de importanță comunitară — SCI) din Germania întinsă pe o suprafață de 121,89 ha, integral pe uscat.

## Localizare
Centrul sitului Helfholzwiesen und Brühl bei Erda este situat la coordonatele 50°40′52″N 8°32′13″E / 50.6811°N 8.5369°E.

## Înființare
Situl Helfholzwiesen und Brühl bei Erda a fost declarat sit de importanță comunitară în iunie 2000 pentru a proteja 1 specie de animale. Situl a fost protejat și ca arie specială de conservare în martie 2008.

## Biodiversitate
Situată în ecoregiunea continentală, aria protejată conține 3 habitate naturale: Formațiuni ierboase bogate în specii de Nardus, dezvoltate pe substraturi silicioase în zone montane (și în zone submontane, în Europa continentală), Pajiști cu Molinia pe soluri calcaroase, turboase sau argilos-nămoloase (Molinion caeruleae), Fânețe de joasă altitudine (Alopecurus pratensis, Sanguisorba officinalis).
La baza desemnării sitului se află o specie protejată de  nevertebrate: phengaris nausithous (Maculinea nausithous).
Pe lângă speciile protejate, pe teritoriul sitului au mai fost identificate 11 specii de plante, 1 specie de amfibieni, 3 specii de nevertebrate.